# Grotea fulva
Grotea fulva là một loài tò vò trong họ Ichneumonidae.